# جاکوب مکانگاما
جاکوب مکانگاما (انگلیسی: Jacob Mchangama؛ زادهٔ ۰ فوریهٔ ۱۹۷۸) فعال حقوق بشر و وکیل اهل دانمارک است. وی مدافع حقوق بشر و مفسر اجتماعی است. او بنیانگذار و مدیر عدالت، یک اندیشکده مستقر در کپنهاگ است که بر حقوق بشر، آزادی بیان و حاکمیت قانون تمرکز دارد. وی به مدت شش سال به عنوان مشاور حقوقی ارشد مرکز مطالعات سیاسی (CEPOS) خدمت کرد.

## زندگی شخصی
مادر مکانگاما، اولا دانستورم، دانمارکی است، و پدرش، سعید مکانگاما، اهل کومور بوده است. وی در ۲۰۱۶ با شریک قدیمی خود سارا هامکن ازدواج کرد. آنها دو فرزند به نام‌های لئوپولد و نورما دارند.

## تحصیلات و شغل
در ۲۰۰۳، مکانگاما مدرک حقوق را از دانشگاه کپنهاگ دریافت کرد. در ۲۰۰۴، پس از تحصیل در ونیز و استراسبورگ، مدرک بعدی خود را از مرکز بین دانشگاهی اروپا برای حقوق بشر و دموکراسی دریافت کرد.
او از ۲۰۰۵ تا ۲۰۰۷ استادیار حقوق بین‌الملل در دانشگاه کپنهاگ و از ۲۰۰۷ تا ۲۰۱۲ استادیار دانشگاه کپنهاگ بود.
از ۲۰۰۴ تا ۲۰۰۷ او یک وکیل حقوقی در اورشدز ساترلند بود. از ۲۰۰۷ تا ۲۰۰۸ او وکیل پلسنر (شرکت حقوقی) بود. از ۲۰۰۸ تا ۲۰۱۴ او مشاور حقوقی ارشد در مرکز مطالعات سیاسی دانمارک بود. او اندیشکده عدالت را در ۲۰۱۴ تأسیس کرد و از آن زمان تاکنون مدیر آن بوده است.

## نوشته‌ها و سخنرانی‌ها
نوشته‌های مکانگاما در بسیاری از نشریات، از جمله روزنامه‌های دانمارکی داگ‌بلادت اینفورمیشن و برلینگسکه، مجله نروژی مینروا، و مجلات آمریکایی نشنال رویو و روابط خارجی منتشر شده است. او دربارهٔ موضوعاتی مانند ظلم به زنان در اسلام، تجاوزات جنسی در شب سال نوی ۲۰۱۵–۲۰۱۶ در آلمان، و خطر قوانین علیه «سخنان نفرت‌انگیز»، توهین به مقدسات و قرآن سوزی نوشته است.